# Carracedelo
Carracedelo és un municipi de la província de Lleó, a la comunitat autònoma de Castella i Lleó. En el seu terme hi ha el Monestir de Santa María de Carracedo. És un dels municipis d'El Bierzo en els quals es parla gallec, tot i que s'està perdent per les noves generacions perquè no s'ensenya a les escoles.

## Nuclis de població
- Carracedelo
- Carracedo del Monasterio
- Posada del Bierzo
- Villadepalos
- Villamartín de la Abadía
- Villaverde de la Abadía

## Demografia
| 1991 | 1996 | 2001 | 2004 |
| ---- | ---- | ---- | ---- |
| 3459 | 3533 | 3633 | 3518 |